# Absatzhelfer
Als Absatzhelfer bezeichnet man rechtlich selbständige natürliche oder juristische Personen, die im Vertriebsprozess unterstützend wirksam werden, aber im Gegensatz zu Absatzmittlern (Intermediären) kein Eigentum an der Ware erwerben. 

## Arten
Zu unterscheiden sind die akqusitorisch tätigen Absatzhelfer wie Agenturen, Einkaufsgemeinschaften, Handelsmakler,  Handelsvertreter, Kommissionäre oder Reisende. Diese unterscheiden sich erheblich voneinander. Handelsvertreter und Handelsmakler betreiben beide die Vermittlung von Geschäften, doch wird der Makler nicht ständig beauftragt und besitzt auch keine vertragliche Bindung an einen Auftraggeber. Der Handelsvertreter wird aufgrund eines Vertrages mit seinem Auftraggeber tätig, der Makler aufgrund eines Geschäftsbesorgungsvertrages mit seinem Kunden. Der Kommissionär übt bei seinen Geschäften eine indirekte Stellvertretung aus und verkauft die Produkte im eigenen Namen, der Handelsvertreter im fremden Namen. Der Kommissionär ist nicht an einen Unternehmer gebunden, während der Handelsvertreter einem Wettbewerbsverbot unterliegen kann. Die zweite Art sind Absatzhelfer in der Logistik wie Frachtführer, Lagerhalter, Spediteure oder Reeder.

## Rechtsfragen
Absatzhelfer agieren rechtlich selbständig, sind jedoch an Weisungen ihrer Auftraggeber gebunden, die zum Beispiel in einem Geschäftsbesorgungs-, Werk- oder Dienstleistungsvertrag geregelt sind. 